# Jackie Knight
John Knight (12 tháng 9 năm 1922 - 28 tháng 1 năm 1996) là một cầu thủ bóng đá người Anh thi đấu ở vị trí tiền đạo.